# Anton Watzl
Anton Watzl (* 26. Mai 1930 in Kleinmünchen; † 26. Jänner 1994) war ein österreichischer Maler und Graphiker. Watzl gilt als einer der bedeutendsten österreichischen Buchillustratoren der letzten Jahrzehnte.

## Leben und Wirken
Seine Berufsausbildung begann von 1944 bis 1948 mit einer Lehre als Schildermaler und Friseur. Anschließend studierte er bis 1954 an der Kunstschule Linz u. a. bei Karl Hauck und Alfons Ortner. Ab 1960 war er Restaurator für die städtische Sammlung Linz. 1961/62 besuchte er die Kurse von Herbert Boeckl an der Akademie der bildenden Künste Wien. 1963 war er Teilnehmer von Oskar Kokoschkas Salzburger Sommerakademie.
Seine umfangreiche künstlerische Tätigkeit umfasste u. a. zahlreiche Porträts von Persönlichkeiten aus dem Geistes- und Kulturleben, Lithographien und Radierungen für Mappenwerke mit europäischen Stadtlandschaften und ab den späten 1970er-Jahren Holzschnitte zur Illustration von bedeutenden Werken der Weltliteratur. Es wurde mit zahlreichen Auszeichnungen im Inland und Ausland gewürdigt. Seine Werke befinden sich u. a. im Besitz von in- und ausländischen öffentlichen Stellen.

## Ausstellungen
Werke Anton Watzls wurden bei folgenden Anlässen ausgestellt:
- Anton Watzl, Graphische Sammlung Albertina (1999)
- Lineamente International: Von der Linie zur Zeichnung, Neue Galerie der Stadt Linz, Zeichnung (1999)
- Anton Watzl – ein Malerleben Retrospektive, Anton Watzls Gesamtwerk im Nordico,  (2004)
- Die Enzyklopädie der Wahren Werte. Die Wiederkehr des Gleichen in der Architektur, Design, Lifestyle, Politik. Ein Passagenwerk (Gruppenausstellung 2005)
- Tür an Tür, Atelierhaus der Wirtschaft OÖ., Nordico – Museum der Stadt Linz (2008)
- Zeichenspiele von Anton Watzl, Nordico (2008/2009)
- Linz Blick. Stadtbilder in der Kunst 1909 – 2009, Linz 2009 Kulturhauptstadt Europas Organisations GmbH, Lentos Kunstmuseum Linz, Pixel Hotel, Haus-Rucker-Co (2009)

## Auszeichnungen
- Graphikpreis des Landes Oberösterreich, Innsbruck (1961)
- Kunstpreis der Stadt Linz (1966)
- Theodor-Körner-Preis, Wien (1967)
- Kunstpreis des Landes Oberösterreich, Linz (1969)
- Silbermedaille der Academica Internationale, Tommaso Campanelle, Rom (1970)
- Diplom beider 2.a Biennale d Árte Contempora-nea Europea, Santa Margherita Ligure(1977)
- Verleihung des Berufstitels Professor, Wien (1981)
- Graphikpreis der Stadt Wien, Innsbruck (1982)
- Kulturmedaille der Stadt Linz (1987)
- Österreichisches Ehrenkreuz für Wissenschaft und Kunst, Wien (1991)
- Oberösterreichischer Landeskulturpreis, Linz (1993)